# Mulga (Alabama)
Mulga – miasto w Stanach Zjednoczonych, w stanie Alabama, w hrabstwie Jefferson. W roku 2023 miasto zamieszkiwało 766 osób, a gęstość zaludnienia wynosiła niespełna 479 osób/km².